# Aram Sargsian
Pour les articles homonymes, voir Sarkissian.
Ne doit pas être confondu avec Aram Mp3.
Aram Sargsian (en arménien Արամ Սարգսյան), né le 2 janvier 1961 à Ararat, est un homme d'État arménien, Premier ministre du 3 novembre 1999 au 2 mai 2000.

## Biographie
Le 3 novembre 1999, il est nommé Premier ministre pour succéder à son frère aîné, Vazgen Sargsian, assassiné en pleine Assemblée nationale le 27 octobre précédent. Le 2 mai 2000, il est démis de ses fonctions par le président Kotcharian et remplacé dix jours plus tard par Andranik Margarian.